# 降水過程
降水過程（こうすいかてい、precipitation process）とは、空気中の水蒸気から雲が生成され水滴や氷晶が成長、降水である雨や雪などの形で降るまでのメカニズムのこと。特に、氷（固体）の状態を経るものを冷たい雨または氷晶雨、水の状態（液体）だけで進むものを暖かい雨という。

## 降水過程解明の歴史
現在も通用している降水過程のメカニズムが解明されたのは、20世紀初頭のことである。ベルシェロン・フィンデセンの説(Bergeron Findeisen process)または氷晶説などと呼ばれており、現在で言う「冷たい雨」の雨粒の形成メカニズムを明らかにした。
ドイツの地球物理学者・気象学者アルフレート・ヴェーゲナーは、水が0 ℃以下であっても凍らない過冷却の状態が存在すること（過冷却現象自体はそれ以前に同じくドイツのガブリエル・ファーレンハイトが発見していた）、氷晶の周囲よりも水滴の周囲のほうが飽和水蒸気圧が高いこと、氷晶は空気中の水蒸気を引き寄せること、といった説を1911年に発表した。
これを証明したのがスウェーデンの気象学者トール・ベルシェロンである。彼は、霧に包まれたモミの森で、気温 0℃以下のときは木々に霧氷ができて木々の間だけは霧が晴れ、気温0 ℃以上のときは木々の間にも霧が入り込む事を発見した。これは、気温0 ℃以下のときに木々の間に入り込む霧は過冷却で、飽和水蒸気圧の差によって霧が蒸発して霧氷の成長に使われ、そのせいで森だけ霧が晴れたからだと考え、1933年に雲の中の水滴や氷晶（雲粒）の形成に関する説を発表した。そして、ドイツの物理学者フィンデセン(Findeisen)はこの説を改良して、雨粒への成長過程を説明した。
その後、氷晶にならずに成長する雨粒があることが分かり、これまでの説を「冷たい雨」、氷晶にならない雨を「暖かい雨」として区別するようになった。「暖かい雨」のメカニズムを最初に論文で発表したのは、アメリカのウッドコック (Woodcock) である。彼は海上の空気には海塩粒子（サイズが大きいエアロゾル）が存在すると考え、これを観測して、他の研究者との共同研究も助けとなって、雨粒の成長との関係を明らかにした。

## 暖かい雨
水滴だけの「暖かい雲」(warm cloud) から、固体にならず最初から最後まで液体の状態で雨が降るものを「暖かい雨」(warm rain) という。
熱帯の層状の雲や低い積雲からのしゅう雨性の雨は暖かい雨で、海洋に多い。積雲や積乱雲の雲底の気温が10 ℃以上であれば高さ約2 キロメートル(km)まで暖かい雲なので、熱帯のほか中緯度でも生じる。日本のような中緯度でも夏期には暖かい雨がみられる。

### 水滴形成の環境：過飽和
空気はいくらかの水蒸気を含んでおり、冷やされるか水蒸気が供給されて、その気温・気圧における飽和水蒸気量を超えて水蒸気が過飽和になると、水蒸気が凝結し微小な水滴を形成、これが継続して雲がつくられる。
ただ、空気中で水滴が生じるには凝結核（雲凝結核）の存在が重要な役割をもっている。凝結核がない空気では、湿度が100%を超え110%など過飽和に達しても、水滴が形成されない。これは微小な球体の水滴が大きな表面張力を持つことに関連して固体水滴の核生成が進まないためである。凝結核があると核生成が促され、水滴が蒸発せず存在できる臨界半径を超える微小な水滴が形成される。実際には地球の大気には少なからず雲核が含まれており、過飽和度が1%を超えることはほとんどない。
凝結核は、エアロゾルと呼ばれる微粒子のうち、吸湿性のものや水溶性のものである。海塩粒子や硫酸塩エアロゾル（硫酸アンモニウムなど）がよく知られる。土壌由来のエアロゾルや有機エアロゾルも凝結核になり、地域によっては、例えば砂漠上空の雲では土壌由来が大半を占めていたりする。

### 凝結過程

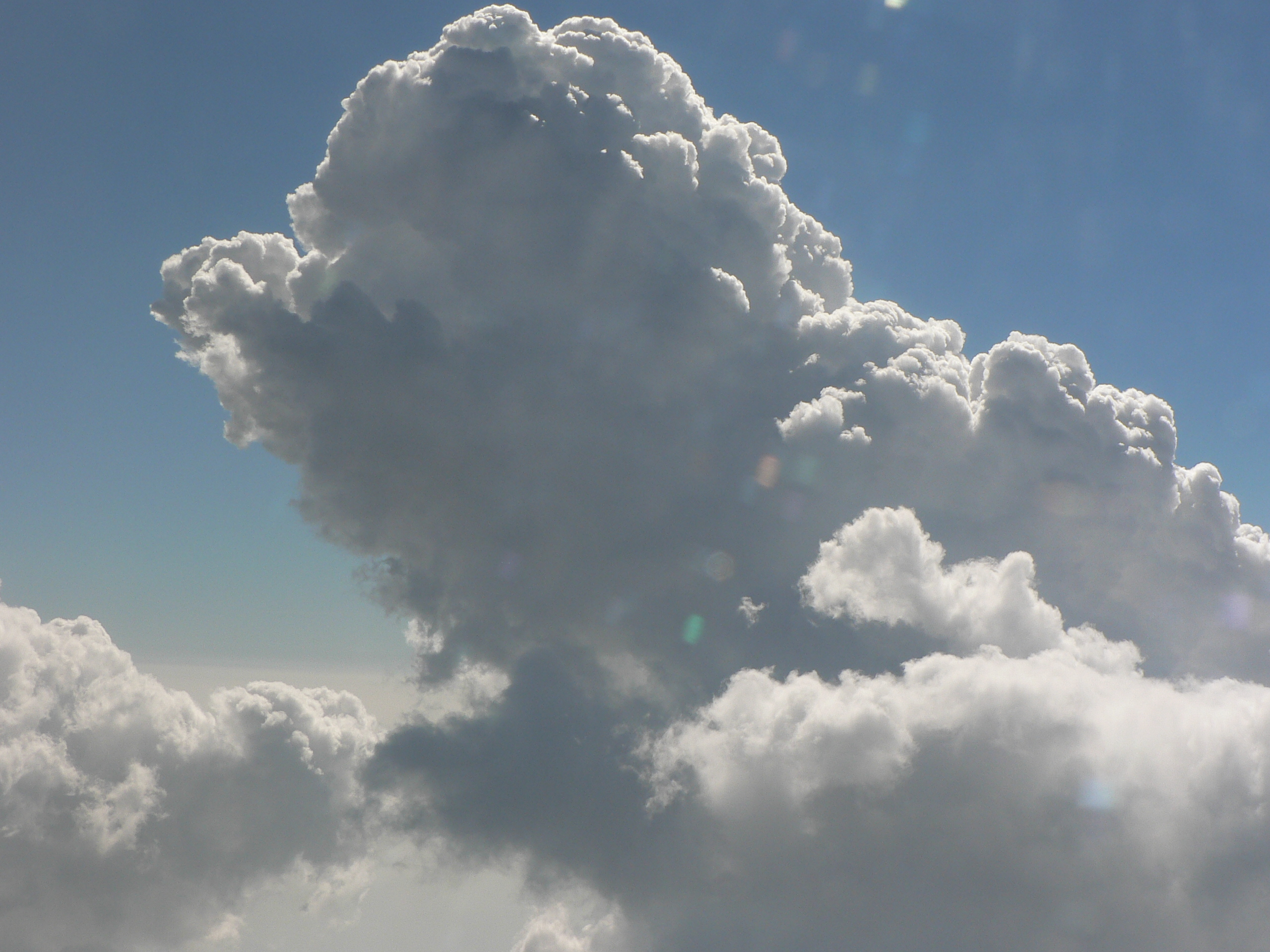
湧き上がる雲。この中では雲粒が成長している。

空気中の水蒸気が凝結し微小な水滴を形成し続ける過程を凝結過程（ぎょうけつかてい、condensation process）、凝結成長といい、水蒸気の分子が周囲のたくさんの水滴へと拡散し水滴が大きくなっていくことから拡散過程（かくさんかてい、spreading process）、拡散成長ともいう。
球の体積は4/3πr3、表面積は4πr2であり、半径が2倍になるためには表面積は4倍、体積は8倍にならなければならない。体積の増加割合に対して水蒸気分子が入り込む表面積の増加割合が小さいため、過飽和度が変わらないと仮定すれば、水滴が大きくなるにつれて、半径の増加が遅くなる。
例えば-10 ℃・湿度100.25%一定として凝結成長を計算すると、1 マイクロメートル(μm)の水滴は10分間で半径が20倍になるが、10 μmでは2.25倍、100 μmでは1.02倍にしかならない。1 μmから100 μmになるまでに約3時間、1 ミリメートル(mm) = 1000 μmになるまでに約2週間かかる計算になる。雨粒はおよそ2 mmくらいなので、凝結だけでは雨粒になるまでに長い時間を要する。
更に、小さな水滴ほど速く成長するため、はじめ差があった雲粒の大きさが次第に揃ってくることになる。ただし、たいていは大きさが揃う前に併合過程による成長が顕著になり、再び差が出てくる。

### 併合過程
雲粒が落下しながら集まっていく過程を併合過程（へいごうかてい、coalescence process）、併合成長または衝突併合成長という。
大量の雲粒が存在しているが、それぞれの大きさにはばらつきがある。大きくなった水滴は次第に落下を始めるが、水滴が大きくなるほど速く落下することで、速度差によって大きな水滴が小さな水滴に衝突、小さな水滴を併合してさらに大きくなっていく。
水滴が受ける空気抵抗の力は6πηrv（r:半径, v:速度, η:流体がもつ粘性係数）と置くことができ、落下を始めた水滴が自身の重力と空気抵抗が釣り合う速度に達して加速を止めたときの終端速度は、6πηrv = mgであることから質量mを半径を含む式に変換して当てはめ、
V = 2ρwr2g/9η（ρw:水の密度, v:重力加速度） となる。
上式から、半径の2乗に比例し速度が増すことが求められる。ただし、ある程度大きく速くなると、粘性にほかの条件が加わり、更に落下する水滴の背後に乱流が生じて流れを変化させるため、上式の関係から外れてくる。なお、雲中には強弱色々な上昇気流があるので実際にはより複雑になる。
また、あまりに小さな水滴は接近しても衝突せず回り込んでしまい、併合が起こりにくい。研究によれば、雲中に約20 μm以上の雲粒が存在しなければ衝突併合は起こらないと考えられる。半径と衝突率の関係をみると、半径5 μm以下はほとんど併合せず、10 μm以上の雲粒多数と20 μm以上の雲粒少数であれば衝突率は10 %、15 μm以上の雲粒多数と30 μm以上の雲粒少数であれば衝突率は50 %、15 μm以上の雲粒多数と30μmを大きく超える雲粒少数であれば衝突率はほぼ100 %と試算され、多数の小さな水滴の中に大きな水滴がある環境は衝突成長が速い。
雲粒は半径1 - 10 μmくらい、雨粒は半径1 mmくらいだが、半径10 μmから半径1 mmへと半径が100倍になると体積は100万倍であり、この程度成長していることになる。
十分な大きさに成長した水滴（雨粒）は落下して地表へ向かうが、分裂も生じる。水滴は半径2.5 - 3 mm（ただしこの大きさの落下する水滴は空気抵抗を受けて歪んでおり、球体に換算した相当半径を指す）を越えたあたりで分裂しやすくなる。最も大きな水滴で直径8 mm程度とされている。
分裂の形には、小さな水滴が大きな水滴の側面を掠め弾けていくもの、小さな水滴の衝突の衝撃で大きな水滴が分裂するもの、大きな水滴がディスク状に広がり弾けるものなどのパターンがある。
また、雲底を通過して地上へ至る間、やや空気は乾燥しているため雨粒は蒸発して少し小さくなる。乾燥が強い場合は蒸発しきってしまい、地上に達しない（尾流雲）。
暖かい雨は熱帯の海上の活発な対流による積雲によくみられ、雲の発生から雨までの時間が短いが、水蒸気の量が多く、強い上昇気流によって凝結が進むため雲水量（雲中の水滴質量の合計）が多いことが背景にある。暖かい雨の理論を発表したウッドコックは海塩粒子を凝結核として水滴が発生すると考え、実際海洋では粒径の大きい海塩粒子が多い。しかし、必ずしも海塩のような巨大粒子が必要ではなく、20 μm程度の一様に小さな雲粒同士の衝突で大きな雲粒が生じうるという研究もある。

## 冷たい雨

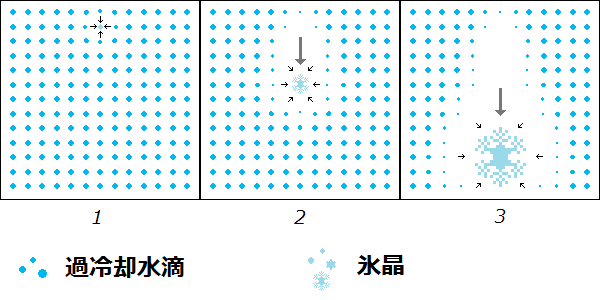
氷晶の昇華成長

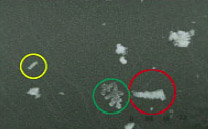
氷晶のサンプル。大きさの異なる結晶が同時に存在していることが分かる。

氷晶を含む「冷たい雲」(cold cloud) から、固体の状態を経て雨が降るものを「冷たい雨」(cold rain)、氷晶雨という。雪や霰などもこの過程で形成される。
中緯度以上の緯度で降る雨は、一部の弱い雨を除いて多くが冷たい雨。日本でも雨のほとんどは冷たい雨。
なお、暖かい場合は上部が「冷たい雲」・下部が「温かい雲」であり、「冷たい雨」の過程でも「温かい雲」で成長する水滴が多かれ少なかれ関与している。

### 過冷却と凍結
気温0 ℃以下になると、微小な水滴は凍結して氷の粒に変化しうる。また気温0 ℃以下かつ水蒸気が過飽和になると、水蒸気が昇華し微小な氷の結晶（氷晶）を形成しうる。しかし実際には、0 ℃から-4 ℃の雲はほとんどが液体の過冷却水滴で、氷晶核の作用が重要な役割をもっている。
氷晶核も凝結核と同様エアロゾルで、成分により作用する相変化が異なる。
- 昇華核 - 水蒸気の昇華により直接結晶を形成する粒子[19][21][22]。主に-30 ℃以下ではたらく[19]。
- 凍結核 - 高い温度で水滴に取り込まれ、低温下で過冷却水滴を凍結させる（内部凍結）作用をもつ非吸湿性の粒子[19][21][22]。主に-30 ℃以上ではたらく[19]。
- 凝結凍結核 - 水溶性の部分が凝結核として働き、低温下では不溶性の部分が過冷却水滴を凍結させる作用をもつ粒子[19][21][22]。主に-30 ℃以上ではたらく[19]。
- 接触凍結核 - 過冷却水滴に衝突して凍結させる作用をもつ非吸湿性の粒子[19][21][22]。主に-20 ℃以上ではたらく[19]。

よく知られている氷晶核では、土壌由来の粘土鉱物カオリナイトが-9 ℃以下、黄砂が-12から-15 ℃以下、火山灰が-13 ℃以下ではたらく。氷晶核は主に土壌由来の鉱物粒子で、有機エアロゾル、特にバイオエアロゾル（バクテリア）の割合が多い場合もある。
なお、氷晶核がない空気では、核生成が十分に進みにくいため、昇華による氷晶は気温-40 ℃くらいまで低下しなければ生じない。なお、水溶性のエアロゾルを含む過冷却水滴の凍結も、およそ-40 ℃以下で進行する。
氷晶核はその数が凝結核に比べて少なく、1 立方メートル(m3)あたりの数は-10 ℃で100個、-20 ℃で1,000個程度。一方、実際の雲の中では氷晶核よりも氷晶のほうが数桁多く観測される。これは、凍結の際に破片が飛び散ったり、落下の際に壊れたりして、微小な氷晶がたくさん生じ、それを核として更に氷晶が生じて個数を増やす"自己増殖"のためと考えられている。また、過冷却水滴が氷晶に衝突して周囲にも小さな氷晶を生じたり、氷晶同士の衝突で分裂したりといった二次氷晶も生じていると考えられている。二次氷晶発生のプロセスはHallett–Mossop processと呼ばれている。
雲粒はふつう、層状の雲では0 ℃から-10 ℃くらいまで、対流性の雲では-25 ℃くらいまで、ほとんどが過冷却水滴で構成され、またこれらより低く-40 ℃くらいまでは氷晶と過冷却の混在、-40 ℃以下では氷晶が多い構成になる。高いところに生じるレンズ雲などは、低い温度で雲粒が発生しはじめるため-35 ℃以下でも氷晶はごくわずか。

### 昇華成長
過冷却水滴より氷晶のほうが飽和水蒸気圧が小さいため、氷晶のまわりでは過冷却水滴が蒸発して昇華する（昇華成長、昇華凝結成長）。例えば、1気圧の大気における水の飽和水蒸気圧は2.862 ヘクトパスカル(hPa)、氷の飽和水蒸気圧は2.597 hPaで、水について飽和に達した空気は氷に対して10 %の過飽和状態になる。昇華成長は水滴の凝結成長よりも速く、昇華だけでも10 - 20分で雪の大きさの氷晶まで成長できる。成長速度は約-12 ℃で最大となる。昇華成長には多数の過冷却水滴の存在が必要となる。
主にこの過程で、独特の形をした雪の結晶（雪片）が形成される。"晶癖"と呼ばれる結晶形状の差異は、気温や氷過飽和度の大小によって変化する。

### 併合成長
氷晶（雪片）もお互いにくっつきあって大きく成長する。雲粒の数が多く、過冷却水滴に比べて氷晶が多いときに進む。再現実験から、氷晶の部分的融解や再凍結が生じやすい気温0 ℃前後、および樹枝状結晶が発達する温度である気温-15 ℃前後の2つの温度帯で併合が起きやすいと考えられている。雪片は最大で直径が10 センチメートル(cm)弱に達する。。

### 融解
氷晶（雪片）が融解せずに降ると雪、完全に融けて降ると雨である。雪と雨が混じった状態で降るものを霙と呼ぶ。地上の気温が0 ℃以上、3 - 6 ℃程度までは雪・霙が降ることがある。落下中の昇華・蒸発に伴う昇華熱・蒸発熱放出で雪が冷やされるためで、湿度が低いほどこの効果がはたらいてより高い温度まで雪が残りうる。
上空に逆転層が発生、0 ℃以上の融解層と0 ℃以下の再冷却層（再凍結層）があるとき、融解した雨粒が再び冷やされ過冷却（過冷却の雨）となり降ったり、再び凍結して丸い氷の粒（凍雨）となり降ったりすることがある。地上の気温が0 ℃付近か少し下回るとき、稀に発生する。
その中でも稀に、一度も凍結せず過冷却の状態、"過冷却の暖かい雨" (supercooled warm rain) の機構で降るものもある。

### 捕捉成長
また、強い上昇流がある積雲や積乱雲では、粒子が大きくなるまで滞空できる。雲粒の数が多く、氷晶に比べて過冷却水滴が多いときに進む。小さな過冷却水滴で満たされた雲内で、やや大きな氷晶や凍結した水滴があると落下しやすいため、周囲の水滴を付着させながら凍結し大きく成長する。これをライミング(riming)、雲粒捕捉成長という。これにより霰が形成され、上昇流に支えきれなくなったものが落下する。なお、霰が高い気温により融解すれば雨となる。
霰は0 ℃以上の層（融解層）に入ると表面が解けるが、上昇流に乗って再び0 ℃以下の層に入ると表面の水膜が凍結して透明な層を形成する。これを繰り返して積層構造を持つ氷塊に成長するものがあり、多くの雹にこの構造がみられる。

## 関連記事
- 雲粒
- 水滴、氷晶
- 雨粒、雪片（雪粒）、霧粒（霧粒子）
- 凝結核、氷晶核、昇華核
- 雲
- 大気物理学